# 35年目の亡霊 学童疎開殺人事件
『35年目の亡霊 学童疎開殺人事件』（35ねんめのぼうれい がくどうそかいさつじんじけん）は、1980年にテレビ朝日系「土曜ワイド劇場」で放送されたテレビドラマ。主演は松尾嘉代。

## キャスト
- 永塚理絵（少女漫画家） - 松尾嘉代
- 深尾静男（国会議員） - 名古屋章
- 久松忠義（英明塾経営者） - 渥美国泰
- 吉川弘明（新大興商事営業部長） - 梅野泰靖
- 橋本（理絵の姉・美代子の同級生） - 戸浦六宏
- 岡村しのぶ（理恵のアシスタント） - 佐藤万理
- まゆみ（理恵のアシスタント） - 井上望
- 理絵の母 - 高杉早苗
- 布沢（出版社編集長） - 山谷初男
- 清和（警部） - 早川雄三
- 根室（警部） - 村松克己
- 刑事 - 三夏伸、広瀬昌助、山崎猛、波平光生、達純一
- 英明塾の先生 - 大杉雄太郎
- 八木章太郎（とき子の息子） - 谷村隆之
- 島原勇（理絵の姉・美代子の同級生） - 長門裕之
- 八木とき子（赤坂宝石店店長） - 南田洋子
- 杉山（出版社長） - 斎藤栄
- 防衛庁幹部 - 山中恒
- 美内すずえ - 本人
- 村山竜平、土方弘、安永憲司、岡田和子、風中臣、保木本克也、郷秀樹、杉本たかし、羽田典夫、三島新太郎、原田君事、猪腰治夫、松原早千枝、田中美佐子、幡野芳美、伊月淑子、荒瀬寛樹、池田冬樹、下井かをり、川合令奈、吉田博紀、本多いづみ、劇団日本児童

## スタッフ
- 原作 - 斎藤栄『運命の死角』
- 脚本 - 佐々木守
- 監督 - 真船禎
- 音楽 - 宮川泰とエース・ファイブ
- 合唱 - 音羽ゆりかご会
- 資料提供 - 山中恒
- 劇画指導 - わたなべまさこ
- 整音 - 整音スタジオ
- 現像 - 東京現像所
- 協力 - 秋田書店
- 制作 - 朝日放送、東通企画